# Pierre Chareau

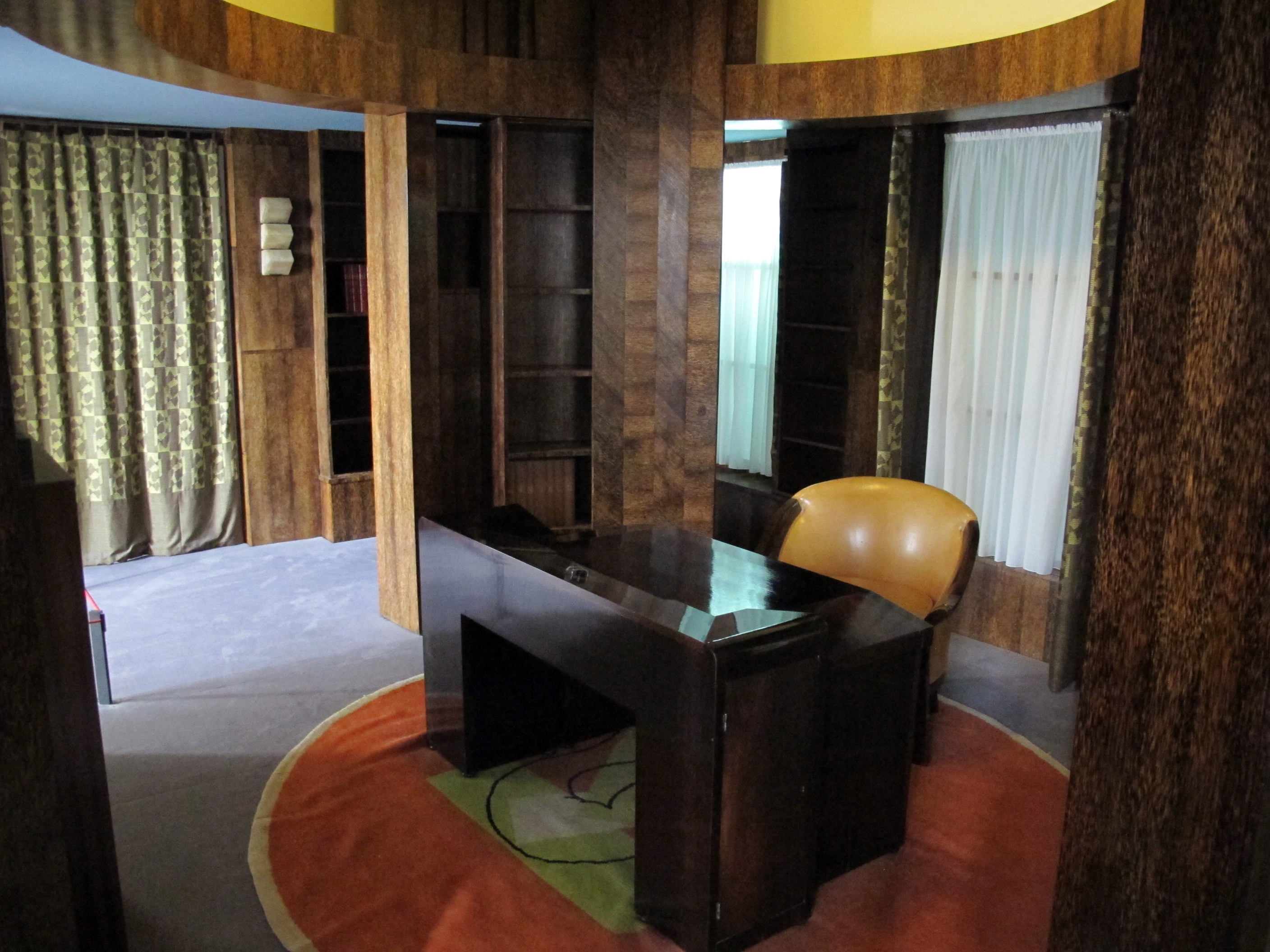
Bureau-bibliothèque di Pierre Chareau, Musée des Arts Décoratifs, Paris

Pierre Chareau (Bordeaux, 4 agosto 1883 – New York, 24 agosto 1950) è stato un architetto e designer francese, autore della celebre Casa di vetro.

## Biografia
Studiò all'Ecole des Beaux-Arts a Parigi dal 1900 al 1908. Prima di mettersi in proprio nel 1919, aveva lavorato nella sede parigina della ditta inglese Waring and Gillow.
Nel 1925 partecipò all'Esposizione internazionale delle Arti decorative dove presenta il famoso ufficio-biblioteca per un ambasciatore. Presente a La Sarraz nel 1928, partecipò alla fondazione dei Congrès Internationaux d'Architecture Moderne (CIAM) e, due anni dopo, fu anche membro fondatore dell'Union des Artistes Modernes (UAM). Partecipò anche alla creazione della rivista Architecture d'Aujourd'hui nel 1930 e fu membro del comitato di redazione.
La Casa di vetro, che si trova a Parigi in rue Saint-Guillaume (VII arrondissement), è l'unica sua opera di architettura che sia rimasta.
Chareau partecipò anche alla creazione di scenografie per i film di Marcel L'Herbier, L'Inhumaine (1924), Le Vertige (1927) e L'Argent (1928).
Nel 1940 lasciò la Francia per New York, dove rimase fino alla sua morte. Nel 1947 realizzò la casa-studio per il pittore Robert Motherwell a East Hampton.
Nei suoi mobili ha adoperato forme semplici e sobrie, realizzate con materiali nobili (palissandro, mogano, noce, pero) e finiture perfette.

## Opere realizzate
- 1928-32: La Maison de verre a Parigi
- 1926-27: Il club-house del golf di Beauvallon nel sud della Francia
- 1927: Interni del Grand Hôtel di Tours, Francia
- 1932: Uffici della società LTT a Parigi
- 1947: Casa-studio per il pittore Robert Motherwell a East Hampton, Stati Uniti